# Conoeca malacodepta
Conoeca malacodepta är en fjärilsart som beskrevs av Edward Meyrick 1933. Conoeca malacodepta ingår i släktet Conoeca och familjen säckspinnare. Inga underarter finns listade i Catalogue of Life.